# Cao Bằng
Cao Bang (em vietnamita:  Cao Bằng) é uma província do Vietnã. Tem uma área de 6.742,6 quilômetros quadrados e, conforme dados de 2008, população de 528.100 pessoas, totalizando densidade de 79/km2.